# مختار بن موسى
مختار بن موسى (ولد في 11 أغسطس 1986) هو لاعب كرة قدم جزائري يلعب مع اتحاد الجزائر في الرابطة الجزائرية المحترفة الأولى. كان يلعب كلاعب وسط وأيضا كمدافع. بن موسى لعب في منتخب الجزائر تحت 17 سنة لكرة القدم ومنتخب الجزائر تحت 17 سنة لكرة القدم. لديه كأس واحد مع منتخب الجزائر لكرة القدم للمحليين.

## بداياته
ولد في تلمسان، وبدأ مسيرته مع نادي مسقط رأسه وداد تلمسان.
في 10 حزيران / يونيو 2010 ، بن موسى وقع عقدا لمدة عام واحد مع وفاق سطيف.

## المشاركة الدولية
في 8 أبريل 2012 ، استدعي من قبل مدرب منتخب الجزائر لكرة القدم وحيد خليلهودزيتش لمعسكر تدريبي للاعبين المحليين ولمدة أربعة أيام.
وفي 12 أيار / مايو 2012 ، كان قد استدعي لأول مرة إلى منتخب الجزائر لكرة القدم للمنافسة في تصفيات كأس العالم لكرة القدم 2014 ضد منتخب مالي لكرة القدم ومنتخب رواندا لكرة القدم ومباراة الإياب ضد منتخب غامبيا لكرة القدم في تصفيات كأس الأمم الأفريقية لكرة القدم 2013.

## إنجازات

### الأندية
وفاق سطيف
- الرابطة الجزائرية المحترفة الأولى (1): 2011-12
- كأس الجزائر (1): 2012

اتحاد الجزائر
- الرابطة الجزائرية المحترفة الأولى (2): 2013-14، 2015-16
- كأس الجزائر (1): 2013
- كأس السوبر الجزائري (2): 2013, 2016
- البطولة العربية للأندية (1): 2013

## وصلات خارجية
- مختار بن موسى على موقع قاعدة بيانات كرة القدم.إي يو (الإنجليزية)
- مختار بن موسى على موقع Soccerway.com (الإنجليزية)